# 平山雄一 (翻訳家)
平山 雄一（ひらやま ゆういち、1963年8月6日 - ）は、日本の歯科医、推理小説研究者、翻訳家。

## 略歴
東京都生まれ。1994年東京医科歯科大学大学院歯学研究科修了、歯学博士。日本推理作家協会、『新青年』研究会、日本シャーロック・ホームズ・クラブ、ベイカー・ストリート・イレギュラーズ会員。

## 著作

### 著書
- 『明智小五郎年代学 および明智小五郎の人と家族とライバル 改訂第2版』The Men with the Twisted Konjo 1994
- 『江戸川乱歩小説キーワード辞典』新保博久,山前譲監修 東京書籍 2007
- 『明智小五郎回顧談』ホーム社　2017

### 訳書
- フィリップ・ウェラー『ホームズ研究の基礎知識 シャーロック・ホームズの世界のポケットガイド 第2版』原田賀久子共訳 The Japanese Cabinet 1995
- ジョン・ホール『知られざるワトスン ジョン・H.ワトスン博士の人生、性癖および性格に関する研究』日本シャーロック・ホームズ・クラブ 2000
- ロバート・バー『ウジェーヌ・ヴァルモンの勝利』国書刊行会 2010
- ロイ・ヴィカーズ『フィデリティ・ダヴの大仕事』国書刊行会 2011
- エリス・パーカー・バトラー『通信教育探偵ファイロ・ガッブ』国書刊行会 2012
- J・K・バングズ『ラッフルズ・ホームズの冒険』論創社 論創海外ミステリ 2013
- ジョン・P・マーカンド『サンキュー、ミスター・モト』論創社 論創海外ミステリ 2014
- バロネス・オルツィ『隅の老人【完全版】』作品社 2014
- レジナルド・ライト・カウフマン『駆け出し探偵フランシス・ベアードの冒険』国書刊行会 シャーロック・ホームズの姉妹たち　2016
- ファーガス・ヒューム『質屋探偵ヘイガー・スタンリーの事件簿』国書刊行会 シャーロック・ホームズの姉妹たち 2016
- ジャック・フットレル『思考機械【完全版】第1巻』作品社 2019
- ジャック・フットレル『思考機械【完全版】第2巻』作品社 2019
- マティアス・ボーストレム『〈ホームズ〉から〈シャーロック〉へ――偶像を作り出した人々の物語』作品社 2020（ないとうふみこ、中村久里子との共訳）
- アーサー・モリスン『マーチン・ヒューイット【完全版】』作品社 2021

### 編書
- 山中峯太郎訳『名探偵ホームズ全集 第1巻』作品社 2017（収録作品：「深夜の謎」「恐怖の谷」「怪盗の宝」「まだらの紐」「スパイ王者」「銀星号事件」「謎屋敷の怪」）
- 山中峯太郎訳『名探偵ホームズ全集 第2巻』作品社 2017（収録作品：「火の地獄船」「鍵と地下鉄」「夜光怪獣」「王冠の謎」「閃光暗号」「獅子の爪」「踊る人形」）
- 山中峯太郎訳『名探偵ホームズ全集 第3巻』作品社 2017（収録作品：「悪魔の足」「黒蛇紳士」「謎の手品師」「土人の毒矢」「消えた蝋面」「黒い魔船」）
- 山中峯太郎訳『世界名作探偵小説選』作品社 2019（収録作品：ポー「モルグ街の怪声」「黒猫」「盗まれた秘密書」、オルツィ「灰色の怪人」、ローマー「魔人博士」「変装アラビア王」）

## ヒラヤマ探偵文庫
十九世紀から二十世紀にかけて出版された探偵小説のうち、いわゆる「名作」とは異なるが、歴史的に重要な作品や日本人読者にとって興味深いであろう作品を精選、非商業出版の形で刊行するシリーズ。2015年から2016年にかけて、kindleを主なプラットフォームとして刊行したが、2018年以降は同人誌の形態に移行している。
『クイーンの定員』のうち、「シャーロック・ホームズのライヴァルたち」に属するキャラクターが登場する短編集を軸に、翻訳長編、大正期の日本人作家による作品の復刻、平山自身が著したシャーロック・ホームズや明智小五郎に関する論文、ヴィクトリア朝期の犯罪や世相に関する資料など、その内容は多岐に渡っている。

### 作品リスト（kindle版）
- アーサー・B・リーヴ『無音の弾丸』2015
- 平山雄一編『戦前日本のホームズ・ドイル』2015
- サックス・ローマー『悪魔博士 フー・マンチュー』2015
- 平山雄一『シャーロック・ホームズを予言したノストラダムス』2015
- E・フィリップス・オッペンハイム『日東のプリンス』2015
- ジョン・ケンドリックス・バングス『シャーロック・ホームズ再び』2015
- リチャード・マーシュ『ジュディス・リーの冒険』2015
- 平山雄一『聖地地理学批判』2015
- L・T・ミード＆ロバート・ユースタス『ミス・キューザックの推理』2016
- ロドリゲス・オットレンギ『決定的証拠』2016
- エリス・パーカー・バトラー『タンカーヴィルの犬』2016
- アーサー・B・リーヴ『エレインの災難』2016
- ジョンストン・マッカレー『地下鉄サム選集』2016
- 平山雄一『フッフー、プラス一点！』2016

### 作品リスト（同人誌版）
- ミニヨン・G・エバーハート『スーザン・デアの事件簿』2018
- サー・エドムント・C・コックス准男爵『インド帝国警察カラザース』2018
- 平山雄一『「明智小五郎回顧談」の謎』2018
- ウィリアム・スティーヴンス・ヘイワード『パスカル夫人の秘密』2019
- メアリー・ロバーツ・ラインハート『ミス・ピンカートン』2019
- ウィリアム・ル・キュー『完訳版・秘中の秘』2019
- 長田幹彦『九番館』2019
- 平山雄一『シャーロック・ホームズ研究1』2020
- L・T・ミード『マダム・サラ ストランドの魔法使い』2020
- サックス・ローマー『悪魔博士 フー・マンチュー』2020 kindle版の再刊
- キャサリン・クロウ『スーザン・ホープリー』2020
- 長田幹彦『蒼き死の腕輪』2020
- メアリー・ロバーツ・ラインハート『ローランド屋敷の秘密』2021
- ジョージ・R・シムズ『女探偵ドーカス・デーン』2021
- 馬場弧蝶『悪の華』2021
- 『ベデカー・ロンドン案内 1905年版』2021
- ジョージ・R・シムズ『英国犯罪実話集』2021
- クリフォード・アシュダウン『ロムニー・プリングルの冒険』2021
- ジェレット・バージェス『不思議の達人（上）』2021
- 加藤朝鳥『虹の秘密』2021